# Traumaseksuologie
Traumaseksuologie is de wetenschap die de effecten van seksueel misbruik onderzoekt en beschrijft. De focus ligt met name op het eerste moment van seksueel misbruik, de daarin aangebrachte schade en de gevolgen van die schade. Ook onderzoekt traumaseksuologie de mogelijkheden om van de schade door seksueel misbruik volledig te herstellen.
Bereik: het betreft seksueel misbruik, seksueel geweld in alle vormen die denkbaar en onvoorstelbaar zijn.

## Definitie seksueel misbruik
De oorsprong voor traumaseksualiteit wordt gelegd in seksueel misbruik: een voor een kind schokkende seksuele ervaring. De afhankelijkheid, het machtsverschil, het leeftijdsverschil, het verschil in sociale status, het verschil in seksuele ontwikkeling en lichamelijke overmacht, maken dat de seksuele overval voor het slachtoffer eindigt in de schadelijke paradox van lustvolle onmacht en angst.
Toelichting: verkrachting op latere leeftijd heeft dezelfde effecten. Hier handelt het om door afgedwongen seksueel contact, een verschil in de machtsverhouding te vereffenen, te creëren of te bestendigen.

## Nadere beschrijving
De wetenschap traumaseksuologie bestaat uit het onderzoeken, bestuderen van schokkende (traumatische) seksuele ervaringen. De taak is het vaststellen en beschrijven van de schade en het vaststellen en beschrijven van de gevolgen van de schade voor het leven na deze seksuele ervaring(en).

### Een seksueel aantrekkelijk trauma
In traumaseksuologie wordt de waarheid en de diepgang onderzocht van de sterke relatie die ontstaat tussen een schokkende ervaring en seksualiteit. Het is deze complexe twist tussen lust, pijn en seksuele opwinding en de schokkende ervaring die in de innerlijke structuur van slachtoffers schier onoplosbare tegenstellingen aanbrengt.

### Modellen en begeleiders
Het ontwikkelen van hulpverleningsmethoden en het certificeren van het vak/beroep traumaseksuoloog is een onderdeel van traumaseksuologie.

## Ethiek
Traumaseksuologie is een wetenschap die de kennis uit de praktijk van de hulpverlening vergaart. Dat geeft de morele verplichting dat de opgedane traumaseksuologische kennis beschikbaar is en toegankelijk gemaakt wordt voor iedereen. Verspreiding en verbreden van de kennis is een essentieel onderdeel. Slachtoffers van seksueel misbruik zijn zichzelf meestal niet bewust van de omvang van de schade die zij in zich meedragen. De verkregen kennis in traumaseksuologie zal in hanteerbare informatie en in heldere taal worden verspreid.
Onderzoekers stuiten bij het bestuderen van de hulpvragen en problemen van slachtoffers van seksueel misbruik steeds opnieuw op dezelfde thema’s. Ook de vragenlijsten die naar aanleiding van de zich tonende specifieke kenmerken zijn ontwikkeld, maken duidelijk dat er wetmatigheden zijn te onderscheiden in de effecten van seksueel misbruik op een mensenleven. Het wordt duidelijk dat de last die mensen meedragen voortkomt uit de geïnternaliseerde macht van de seksuele overvaller. Alle issues lijken voort te komen uit dat ene feit, ook de vaak genoemde verwarring inzake seksuele voorkeuren en de vragen rondom sekse-identiteit. De ontdekkingen die in traumaseksuologie worden gedaan, mogen nooit gebruikt worden om mensen te veroordelen of te dwingen in therapie hun gedrag te onderzoeken.